# Кисела, Роберт
Роберт Кисела (чеш. Robert Kysela; 5 июня 1968, в Мосте, Чехословакия) — бывший чешский хоккеист, нападающий. В составе сборной Чехии чемпион мира 1996 года.

## Биография
Роберт Кисела начал свою карьеру в клубе «Литвинов». С 1986 года играл в чемпионате Чехословакии за основную команду. Самым успешным сезоном для Киселы стал сезон 2005/06. C «Литвиновым» он дошёл до финала чешской Экстралиги, а в составе сборной Чехии завоевал золотую медаль чемпионата мира 1996 года. В 2001 году Кисела покинул «Литвинов» и перешёл в «Кладно», где провёл следующие 4 сезона. В 2005 году играл за «Слован Усти-над-Лабем». Завершил карьеру в 2006 году. Является рекордсменом «Литвинова» по количеству проведённых матчей в чемпионатах Чехии (Чехословакии) — 682 матча.
После окончания хоккейной карьеры был генеральным менеджером «Усти-над-Лабем» (2008—2012), президентом родного «Литвинова» (2012—2013), генеральным менеджером «Литвинова» (2013—2018). В 2015 году был причастен к историческому первому титулу хоккеистов «Литвинова» в чешском чемпионате.
Также был депутатом от Литвинова, баллотировался на выборах в Устецком крае, но безуспешно.

## Достижения
- Чемпион мира 1996
- Серебряный призёр чемпионата Чехии 1996

## Статистика
- Чемпионат Чехии (Чехословакии) — 845 игр, 567 очков (282+285)
- Чешская вторая лига — 73 игры, 66 очков (35+31)
- Сборная Чехословакии — 3 игры
- Сборная Чехии — 15 игр, 7 шайб
- Евролига — 6 игр, 3 очка (2+1)
- Всего за карьеру — 942 игры, 326 шайб